# Alois Hlavatý
Alois Hlavatý (ur. 6 lipca 1906 w Miletínie, zm. 4 lipca 2001 w Jiczynie) – czeski księgowy, ofiara prześladowań komunistycznych, dobroczyńca.

## Życiorys
Był ósmym z dziewięciorga dzieci murarza-fasadnika. W 1917 został w wieku jedenastu lat członkiem nielegalnego wówczas Sokoła w Poličce koło Miletína. Po zakończeniu szkoły powszechnej miał zostać ślusarzem w Miletínie, ale udało mu się zgromadzić środki na studia w szkole ekonomicznej w Hořicach, gdzie uczęszczał od 1 września 1921 do 18 czerwca 1925. Po ukończeniu studiów był zatrudniony przez trzy miesiące jako księgowy w Rohoznicach koło Miletína. 30 września 1926 ukończył kurs księgowych. 
20 maja 1926 został powołany do służby wojskowej. Po czternastu miesiącach służby został zwolniony jako kapral aspirant. Znalazł pracę w Skuhrovie nad Bělou w Górach Orlickich. Po pewnym czasie przeprowadził się do Novego Bydžova, gdzie otrzymał pracę w lombardzie. Pracował w Novym Bydžovie od 1 lipca 1929 do 15 kwietnia 1942. W 1933 został awansowany na stopień porucznika rezerwy. 1 stycznia 1938 został mianowany skarbnikiem Civic Savings Bank, a od 8 października 1941 księgowym tego banku. Został wpisany na listę inspektorów bankowych w 1942. Po 1939 naukę kontynuował prywatnie, a po przeprowadzeniu egzaminu zawodowego (19 stycznia 1944) został członkiem Rady Księgowych i Ekspertów ds. Bilansu w Pradze. 
Jako były żołnierz organizował ruch oporu przeciw niemieckim nazistom, a potem przeciwko komunistom, za co był sądzony przez komunistyczny system sądowniczy (za rzekomą zdradę i szpiegostwo). Początkowo skazano go na śmierć, ale karę tę zamieniono mu na dożywocie, odebranie praw obywatelskich oraz przepadek majątku. Był więziony od lipca 1949 do września 1960 w zakładach karnych i aresztach: Pankrác, Hradec Králové, Bory, Ilava, Mírov i Leopoldov. W 1990 został zrehabilitowany i wypłacono mu odszkodowanie za więzienie. Pieniądze przekazał miastu Hořice na lokalny szpital oraz miastu Miletín na zakup nowych dzwonów, w miejsce zniszczonych przez niemieckich okupantów. W 1991 otrzymał honorowe obywatelstwo miasta Hořice, a w 1992 miasta Miletín. Zmarł w szpitalu w Jiczynie, a pochowano go w Miletínie.

## Publikacje
Był autorem pięciu książek:
- Z bláta do louže,
- Ozvěny domova,
- Povídky z naší malé zahrádky,
- Šelmy na scéně,
- Oslíada[2].

## Rodzina
Ożenił się 3 sierpnia 1929 z Magdą Vitákovą, a 19 sierpnia 1931 urodził się ich syn, Vladivoj. 